# Saksenaea vasiformis
Saksenaea vasiformis är en svampart som beskrevs av S.B. Saksena 1953. Saksenaea vasiformis ingår i släktet Saksenaea och familjen Radiomycetaceae.   Inga underarter finns listade i Catalogue of Life.